# Kanō Naonobu
Kanō Naonobu (japanisch 狩野尚信, Rufname Shume (主馬) oder Shumenosuke (主馬助); geb. 25. November 1607 in Kyōto; gest. 7. Mai 1650 in Edo) war ein japanischer Maler der Kanō-Schule in der frühen Edo-Zeit und Begründer des Kobikichō-Zweiges.

## Leben und Werk
Naonobun war der zweite Sohn Kanō Takanobus. Er wurde in Kyōto geboren, lernte die Malerei bei seinem Vater und bei seinem älteren Bruder Tan’yū. Darüber hinaus studierte er auch bei Kanō Kōi. 1623 wurde er zum Hofmaler beim Shogunat (御用絵師, goyō-eshi), ernannt. 1626 arbeitete er zusammen mit Tan’yū für Tokugawa Iemitsu an der Ausgestaltung der Residenz innerhalb Burg Nijō in Kyōto mit Schiebetürbilder (襖絵, Fusuma-e).1630 ging Naonobu nach Edo und begründete dort den Kobikichō-Zweig der Kanō-Schule. – Er unterrichtete Tokugawa Iemitsus Sohn Hidetada in der Malerei.
Sein Stil folgt dem Tan’yūs, weist aber eine eigene Sensibilität auf. Er malte oft mit Tusche, setzte breite Pinselstriche mit leichter Farbe. Er war ein Maler mit beträchtlicher Eleganz, erreichte aber wegen seines frühen Todes nicht den gleichen Ruhm wie sein älterer Bruder.
Zu Naonobus bekanntesten Werken gehört der Stellschirm mit den „Acht Ansichten von Xiāoxiāng“ im Nationalmuseum Tokio.

## Bilder

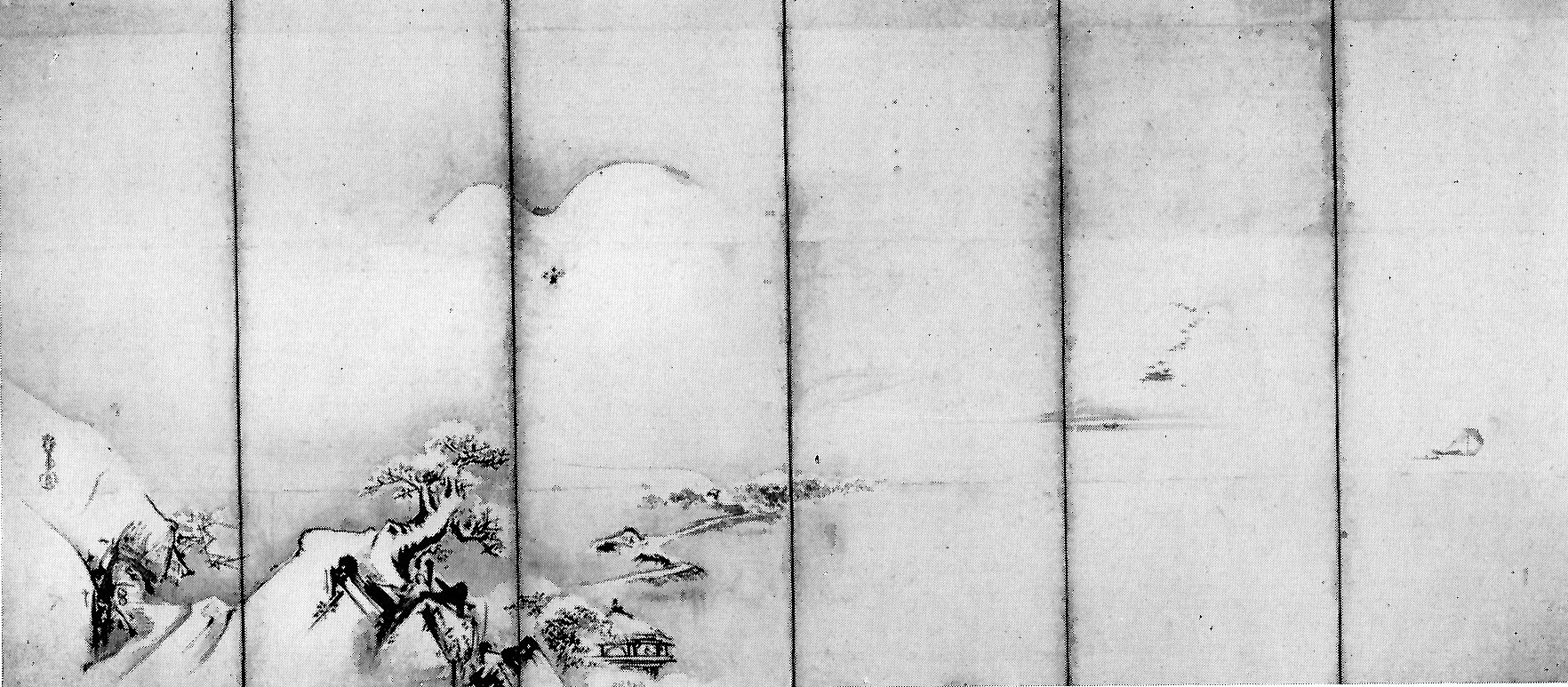
Acht Ansichten von Xiāoxiāng, 1
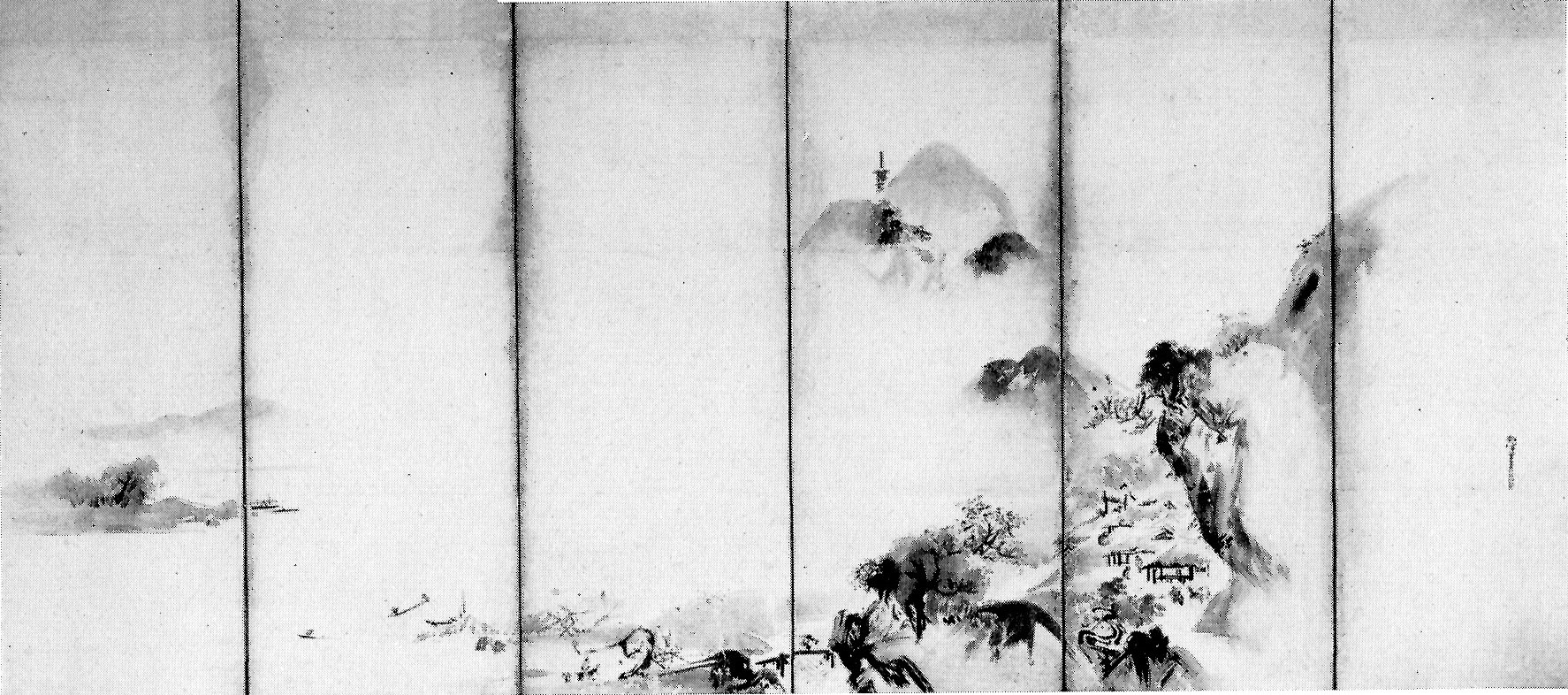
Acht Ansichten von Xiāoxiāng, 2
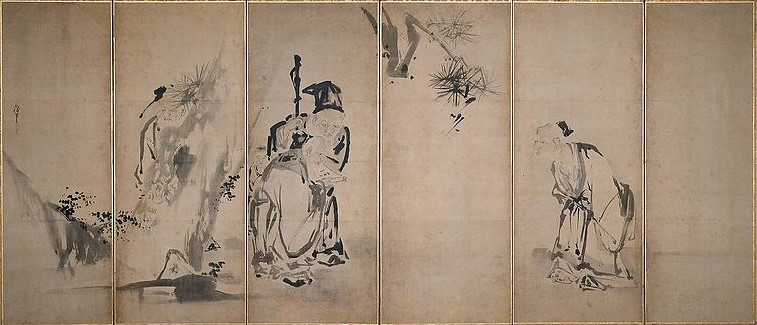
Die vier Weisen vom Berg Shan